# Losne
Losne é uma comuna francesa na região administrativa da Borgonha-Franco-Condado, no departamento de Côte-d'Or. Estende-se por uma área de 22,61 km². Em 2010 a comuna tinha 1 639 habitantes (densidade: 72,5 hab./km²).